# Benjamin Altman
Benjamin Altman (New York, 12 juli 1840 – aldaar 7 oktober 1913) was een Amerikaans zakenman en oprichter van de warenhuisketen B. Altman and Company. Hij was ook een kunstverzamelaar die bij zijn overlijden zijn gehele collectie aan het Metropolitan Museum of Art in New York schonk.

## Biografie
Benjamin Altman was de zoon van Joodse ouders die in 1835 uit Beieren naar Amerika emigreerden en een kleine winkel openden in Attorney Street in New York. Altman startte In 1865 de B. Altman & Company, een droogwarenwinkel gevestigd op Third Avenue en 10th Street in New York. Door de jaren heen groeide de winkel en werd uitgebreid naar diverse andere locaties. In 1877 werd een grootwarenhuis geopend op Sixth Avenue. Altman's winkel was een van de eerste winkels om kleding voor verschillende leeftijden in verschillende plaatsen aan te bieden
Altman gebruikte zijn rijkdom om diverse initiatieven in zijn geboortestad te financieren. Kort voor zijn dood stichtte hij de Altman Foundation, een liefdadigheidsinstelling ter ondersteuning van onderwijsinstellingen in New York.

## Altman’s kunstcollectie en portretten
Benjamin Altman was een fervent verzamelaar van Rembrandt-schilderijen en oosters porselein, waarvan hij veel via zijn vriend en kunsthandelaar Henry J. Duveen, verwierf. Hij werd vaak geadviseerd in zijn schilderijaankopen door Max Friedlander. De schilderijcollectie alleen was opmerkelijk om de eerste Vermeer en 20 Rembrandt’s die het museum in bezit kreeg, hoewel een aantal ervan sindsdien als zijnde niet van Rembrandt werden gemerkt. Bij zijn dood in 1913 gaf hij de collectie aan het Metropolitan Museum of Art. De collectie bevat ook opvallende portretten van Vlaamse en Duitse kooplieden uit de renaissance.
De nalatenschap van Altman in het Metropolitan Museum of Art, New York:
| Foto | Titel                                           | Schilder                                           | Jaar             | Collectienummer | Databank The Met |
| ---- | ----------------------------------------------- | -------------------------------------------------- | ---------------- | --------------- | ---------------- |
|      | Man met stalen halsketting                      | In de stijl van Rembrandt                          | 1648             | 14.40.601       | MET              |
|      | Jonge man en vrouw in herberg                   | Frans Hals                                         | 1623             | 14.40.602       | MET              |
|      | Oude vrouw in een leuningstoel                  | Jacob Adriaensz Backer                             | 1640             | 14.40.603       | MET              |
|      | De vingernageltest                              | Frans Hals of Judith Leyster                       | 1626             | 14.40.604       | MET              |
|      | Feestvierders                                   | Frans Hals                                         | 1616             | 14.40.605       | MET              |
|      | Santa Giustina di Padova                        | Bartolomeo Montagna                                |                  | 14.40.606       | MET              |
|      | Zelfportret                                     | Gerrit Dou                                         | 1665             | 14.40.607       | MET              |
|      | Rembrandt's zoon Titus]                         | In de stijl van Rembrandt                          | 1680s            | 14.40.608       | MET              |
|      | Oude vrouw die haar nagels knipt                | In de stijl van Rembrandt                          | 1650s            | 14.40.609       | MET              |
|      | Pilatus wast zijn handen                        | In de stijl van Rembrandt                          | 1660s            | 14.40.610       | MET              |
|      | Slapend meisje                                  | Johannes Vermeer                                   | 1657             | 14.40.611       | MET              |
|      | Jonge vrouw die appels schilt                   | Nicolaes Maes                                      | 1655             | 14.40.612       | MET              |
|      | Interieur met echtpaar                          | Pieter de Hooch                                    | 1662             | 14.40.613       | MET              |
|      | Ingang naar een dorp                            | Meindert Hobbema                                   | 1690s            | 14.40.614       | MET              |
|      | Portret van Marchesa Durazzo                    | Anthony van Dyck                                   |                  | 14.40.615       | MET              |
|      | Jonge herder met koeien                         | Aelbert Cuyp                                       |                  | 14.40.616       | MET              |
|      | Een luitspelende vrouw en een cavalerist        | Gerard ter Borch                                   |                  | 14.40.617       | MET              |
|      | Zelfportret                                     | Rembrandt                                          | 1660             | 14.40.618       | MET              |
|      | Portret van Lucas van Uffel                     | Anthony van Dyck                                   | 1624s            | 14.40.619       | MET              |
|      | Portret van een man met handschoenen in de hand | Rembrandt                                          | 1648             | 14.40.620       | MET              |
|      | Portret van een man met een vergrootglas        | Rembrandt                                          | begin jaren 1660 | 14.40.621       | MET              |
|      | Portret van Elizabeth Delft                     | Rembrandt                                          | begin jaren 1660 | 14.40.622       | MET              |
|      | Korenvelden                                     | Jacob van Ruisdael                                 | 1670             | 14.40.623       | MET              |
|      | Man met een manuscript in de hand               | Leerling van Rembrandt                             | 1658             | 14.40.624       | MET              |
|      | Portret van een vrouw                           | Rembrandt                                          | 1633             | 14.40.625       | MET              |
|      | Portret van Maria Portinari                     | Hans Memling                                       | 1470             | 14.40.626–27    | MET              |
|      | De kruisiging                                   | Fra Angelico                                       |                  | 14.40.628       | MET              |
|      | Jonge vrouw met een paarlen halsketting         | Naar Willem Drost; door een leerling van Rambrandt | 1654             | 14.40.629       | MET              |
|      | Ulrich Fugger                                   | Hans Maler zu Schwaz                               | 1525             | 14.40.630       | MET              |
|      | Het avondmaal van Emmaus                        | Diego Velázquez                                    |                  | 14.40.631       | MET              |
|      | De Maagd met kind en engelen                    | Bernard van Orley                                  |                  | 14.40.632       | MET              |
|      | De Maagd met kind en Sint-Anne                  | Albrecht Dürer                                     | 1519             | 14.40.633       | MET              |
|      | De Maagd en kind met Sint-Catherine             | Hans Memling                                       | 1479             | 14.40.634       | MET              |
|      | Madonna en kind met engelen                     | Werkplaats van Domenico Ghirlandaio                | 1500s            | 14.40.635       | MET              |
|      | Christus neemt afscheid van zijn moeder         | Gerard David                                       |                  | 14.40.636       | MET              |
|      | Lady Lee                                        | Werkplaats van Hans Holbein de jongere             | 1540s            | 14.40.637       | MET              |
|      | Federigo Gonzaga                                | Francesco Francia                                  | 1510             | 14.40.638       | MET              |
|      | Philip IV (1605–1665), Koning van Spanje        | Diego Velázquez                                    |                  | 14.40.639       | MET              |
|      | Portret van een man                             | Titian                                             | 1512             | 14.40.640       | MET              |
|      | Madonna en kind met Sint-Jozef en een engel     | Raffaellino del Garbo                              |                  | 14.40.641       | MET              |
|      | De laatste communie van Sint-Jerome             | Sandro Botticelli                                  | 1495             | 14.40.642       | MET              |
|      | The Holy Family with Saint Mary Magdalen        | Andrea Mantegna                                    | 1495             | 14.40.643       | MET              |
|      | Portret van een man                             | Dieric Bouts                                       | 1470             | 14.40.644       | MET              |
|      | Portret van een jongeman                        | Antonello da Messina                               |                  | 14.40.645       | MET              |
|      | Lady Rich (Elizabeth Jenks)                     | Werkplaats van Hans Holbein de jongere             | 1540             | 14.40.646       | MET              |
|      | Madonna en kind                                 | Werkplaats van Andrea del Verrocchio               | 1470             | 14.40.647       | MET              |
|      | Portret van een oude man                        | Hans Memling                                       | 1475             | 14.40.648       | MET              |
|      | Portret van een jongeman                        | Cosimo Tura                                        |                  | 14.40.649       | MET              |
|      | Portret van kardinaal Filippo Archinto          | Titian                                             |                  | 14.40.650       | MET              |
|      | De badende Bathseba                             | Rembrandt                                          | 1643             | 14.40.651       | MET              |
|      | Changing Pasture                                | Anton Mauve                                        |                  | 14.40.810       | MET              |
|      | De veerman                                      | Jean-Baptiste Camille Corot                        | 1865s            | 14.40.811       | MET              |
|      | Schemering                                      | Anton Mauve                                        |                  | 14.40.812       | MET              |
|      | Een vijver in Picardië                          | Jean-Baptiste Camille Corot                        |                  | 14.40.813       | MET              |
|      | Pad tussen de rotsen                            | Théodore Rousseau                                  |                  | 14.40.814       | MET              |
|      | De oevers van de Oise                           | Charles-François Daubigny                          | 1863             | 14.40.815       | MET              |
|      | De terugkeer van de kudde                       | Anton Mauve                                        |                  | 14.40.816       | MET              |
|      | Een laan tussen de bomen                        | Jean-Baptiste Camille Corot                        |                  | 14.40.817       | MET              |
|      | Landschap met rivier en ooievaars               | Charles-François Daubigny                          | 1864             | 14.40.818       | MET              |
|      | De rand van het bos                             | Narcisse Virgilio Díaz                             | 1872             | 14.40.819       | MET              |